# Hidenoyama Raigorō
Hidenoyama Raigorō est un nom japonais traditionnel ; le nom de famille (ou le nom d'école), Hidenoyama, précède donc le prénom (ou le nom d'artiste).
Hidenoyama Raigorō (秀ノ山 雷五郎) (né en 1808 – 16 juin 1862), de son vrai nom Tatsugoro Kikuta, est un lutteur sumo officiellement reconnu comme le 9e yokozuna. Il est également connu sous les noms d'Amatsukaze Kumoemon, Tatsugami Kumoemon, et Iwamigata Jōemon.

## Biographie
En 1823, il tente de faire ses débuts mais est complètement ignoré principalement en raison de sa petite taille de seulement 1,51 m. Il rejoint l'écurie Hidenoyama en 1827 et fait ses débuts en mars 1828. Il est promu dans la première division makuuchi en janvier 1837. Il remporte 30 victoires consécutives et gagne l'équivalent de 6 tournois avant l'instauration du système des yūshō modernes. Dans la première division makuuchi, il comptabilise 112 victoires pour seulement 21 défaites, soit un pourcentage de victoire de 84,2%.
Hidenoyama reçoit le titre de yokozuna en novembre 1847. Sa taille de 1,64 m est très faible comparée à celles des autres yokozuna de l'histoire. Il n'est pas l'un des plus grands lutteurs de son époque mais reçoit le titre en raison de son influence sur les officiels du sumo. L'ōzeki Tsurugizan Taniemon aurait nommé Hidenoyama à sa place pour recevoir le titre.
Après sa retraite, il est un doyen connu sous le nom de Hidenoyama et produit plus tard le yokozuna Jinmaku Kyūgorō. Il sert comme juge (naka-aratame, actuel shinpan (en)) mais il profite de cette position pour favoriser ses propres élèves. À cette époque il y a de nombreuses basses divisions de lutteurs et ils sont parfois forcés de s'absenter de combats de sumo. Ils tentent d'effectuer un maximum de combats. Il a le droit de décider de leur acceptation et de leur rétrogradation, sauf pour ses propres élèves. Les autres lutteurs de bas rang se mettent en colère de cette situation, l'accusant de partialité, et font grève pour protester en 1851. C'est la première grève de l'histoire du sumo. Finalement, il s'excuse auprès d'eux.

## Palmarès
- La durée réelle des tournois de l'année de l'époque varie souvent.

Dans le tableau suivant, les cases en vert sont celles des tournois remportés.
| -    | Printemps                                      | Hiver                                          |
| ---- | ---------------------------------------------- | ---------------------------------------------- |
| 1837 | Maegashira de l'ouest #7 4–1–5                 | Maegashira de l'ouest #4 0–3–5 2d              |
| 1838 | Maegashira de l'ouest #4 3–0–3                 | Maegashira de l'ouest #4 8–0–1 1h Non officiel |
| 1839 | Maegashira de l'ouest #1 7–0–2 1d Non officiel | Komusubi de l'ouest 6–0–2 2d Non officiel      |
| 1840 | Sekiwake de l'ouest #4 7–1–1 1d                | Sekiwake de l'ouest #4 5–1–2 2d                |
| 1841 | Ōzeki de l'ouest 6–1–2 1d                      | Ōzeki de l'ouest 5–2 1d                        |
| 1842 | Ōzeki de l'ouest 3–2–1 4d                      | Sekiwake de l'ouest 5–1–1 3d                   |
| 1843 | Sekiwake de l'ouest 5–0–4 1d Non officiel      | Sekiwake de l'ouest 5–1–3 1d                   |
| 1844 | Sekiwake de l'ouest 5–1–2 2d                   | Ōzeki de l'ouest 8–0–2 Non officiel            |
| 1845 | Ōzeki de l'ouest 6–0–2 2d Non officiel         | Ōzeki de l'ouest 6–1–2 1d                      |
| 1846 | Ōzeki de l'ouest 2–0–7 1d                      | Absent                                         |
| 1847 | Ōzeki de l'ouest 3–3–1 3d                      | Ōzeki de l'ouest 4–0–3 3d                      |
| 1848 | Ōzeki de l'ouest 4–2–3 1d                      | Ōzeki de l'ouest 5–1–2 1d 1h                   |
| 1849 | Absent                                         | Absent                                         |
| 1850 | Ōzeki de l'ouest Retraite 0–0–10               |                                                |